# Centre Penitenciari Lledoners
El Centre Penitenciari Lledoners és una presó situada al municipi de Sant Joan de Vilatorrada, a la Catalunya central. Inaugurat l'any 2008, forma part dels centres penitenciaris de la Generalitat de Catalunya. Està concebut per acollir 750 interns –homes penats adults–. Com si fos una ciutat, el centre disposa de zones on els interns fan la major part de la vida quotidiana. Són els anomenats mòduls de vida ordinària, on dormen –en cel·les dobles, majoritàriament– i tenen a l'abast els serveis bàsics (aules de formació, biblioteca, economat, perruqueria, tallers, menjadors, sales d'estar, gimnàs, locutoris...). Cadascun dels vuit mòduls de vida ordinària que hi ha al centre pot funcionar amb total independència dels altres. Disposa d'una plantilla de més de 400 persones.